# Gillette Stadium
Gillette Stadium (från början kallad CMGI Field) är en idrottsarena i Foxborough utanför Boston i Massachusetts i USA. Den är hemmaarena för NFL-klubben New England Patriots och MLS-klubben New England Revolution.
Arenan har 66 829 sittplatser och invigdes i september 2002 och ersatte den äldre och närbelägna Foxboro Stadium, som bland annat användes för sex matcher under världsmästerskapet i fotboll 1994. I november 2006 försågs stadion med konstgräs.
Arenan har i fotbollssammanhang varit värd för MLS Cup 2002 och några matcher under världsmästerskapet i fotboll för damer 2003. När det gäller ishockey spelades här NHL Winter Classic 2016.